# The Korea Times
The Korea Times é o mais antigo dos três jornais em língua inglesa publicados diariamente na Coreia do Sul, juntamente com The Korea Herald e Korea JoongAng Daily. Faz parte do mesmo grupo jornalístico do Hankook Ilbo, um importante diário em língua coreana. O grupo também publica Sports Hankook e Seoul Economic Daily.
Desde a sua criação em 1 de novembro de 1950, o The Korea Times viu-se como uma porte de entrada à Coreia do Sul para visitantes e corpos diplomáticos falantes de inglês. Sua cobertura inclui política, sociedade, negócios, finanças, cultura e esportes. Nos últimos anos, The Korea Times também publica semanalmente a seção "Foreign Community" ("Comunidade Estrangeira"). Também publica conteúdo licenciado do Los Angeles Times World Report e The New York Times.